# بشیرآباد، هند
بشیرآباد، هند (به انگلیسی: Basheerabad) یک سکونتگاه مسکونی در هند است که در شهرستان رانگا ردی واقع شده‌است.

## خصوصیات
بشیرآباد ۴۳۱ متر بالاتر از سطح دریا واقع شده‌است.